# Coniopteryx (Scotoconiopteryx) angustipennis
Coniopteryx (Scotoconiopteryx) angustipennis is een insect uit de familie van de dwerggaasvliegen (Coniopterygidae), die tot de orde netvleugeligen (Neuroptera) behoort. 
Coniopteryx (Scotoconiopteryx) angustipennis is voor het eerst wetenschappelijk beschreven door Enderlein in 1906.